# وزارة العلوم والتكنولوجيا (باكستان)
وزارة العلوم والتكنولوجيا (بالأردوية: وزارتِ سائنس و فنیات)‏ ، (wazarat-e-science-o-technology) (المختصرة باسم MoST ) هي وزارة على مستوى مجلس الوزراء في حكومة باكستان تهتم بالعلوم والتكنولوجيا في باكستان وبشكل عام، سياسة العلوم الباكستانية والتخطيط والتنسيق وتوجيه الجهود الرامية إلى إطلاق وإطلاق البرامج العلمية والتكنولوجية والمشاريع الهادفة إلى التنمية الاقتصادية.
ويتم تنسيق الوزارة من قبل الوزير الاتحادي للعلوم والتكنولوجيا والذي يشغل حاليا منصب آغا حسن بلوش ومقره في إسلام آباد . 

## التنظيم
تتبع وزارة العلوم والتكنولوجيا المنظمات التالية:-
- الجامعة الوطنية للعلوم والتكنولوجيا، باكستان (NUST)
- جامعة كومساتس إسلام أباد (CUI)
- مجلس أبحاث العمل والإسكان (CWHR)
- المعهد الوطني للإلكترونيات (NIE)
- المعهد الوطني لعلوم المحيطات (باكستان) (NIO)
- الجامعة الوطنية للتكنولوجيا (NUTECH)
- المجلس الباكستاني لتقنيات الطاقة المتجددة (PCRET)
- المجلس الباكستاني لأبحاث الموارد المائية (PCRWR)
- المجلس الباكستاني للعلوم والتكنولوجيا (PCST)
- المجلس الباكستاني للبحوث العلمية والصناعية (PCSIR)
- المجلس الهندسي الباكستاني (PEC)
- مجلس الاعتماد الوطني الباكستاني (PNAC)
- مؤسسة العلوم الباكستانية (PSF)
  - متحف باكستان للتاريخ الطبيعي (PMNH)
  - مركز المعلومات العلمية والتكنولوجية الباكستاني (PASTIC)
- هيئة المعايير ومراقبة الجودة الباكستانية (PSQCA)
- هيئة الحلال الباكستانية (PHA)
- شركة ستديكس لتسويق التكنولوجيا في باكستان (خاصة) محدودة

## أنظر أيضاً
- ًحكومة باكستان
- سياسة باكستان
- وزارة الشؤون البحرية (باكستان)